# Katun-Naturreservat

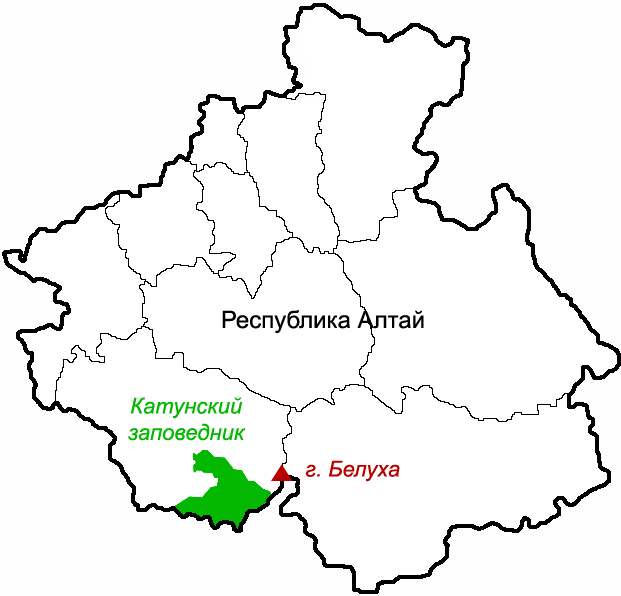
Das Katun-Naturreservat (grün) innerhalb der Republik Altai

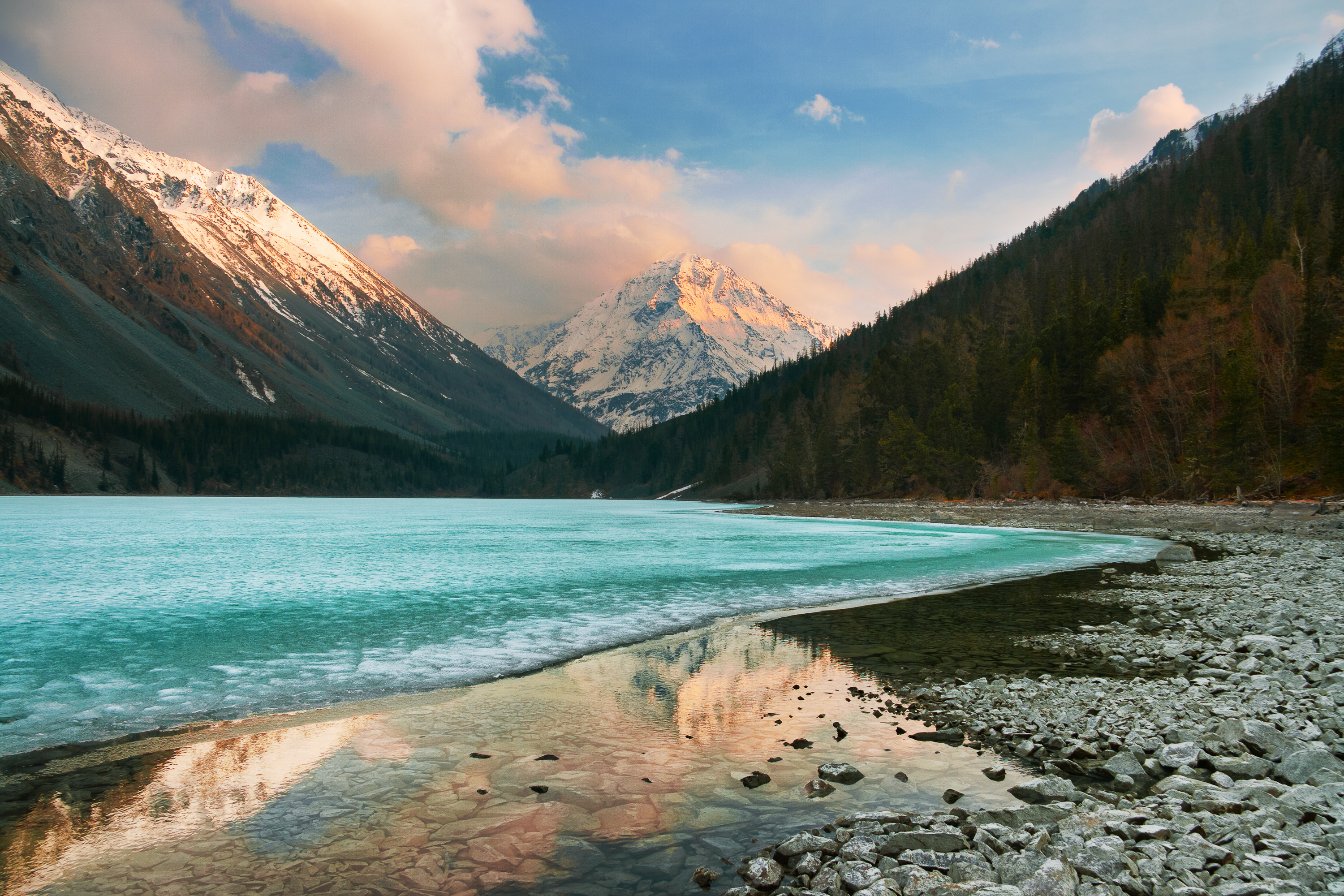
Der Kutscherla-See im Katun-Naturreservat

Das Katun-Naturreservat (russisch Катунский заповедник, Katunski sapowednik) ist ein russisches Naturschutzgebiet, das in der Republik Altai im Altaigebirge liegt. Das Schutzgebiet umfasst eine Gesamtfläche von etwa 1500 Quadratkilometern und gehört zur UNESCO-Welterbe-Stätte Goldene Berge des Altai, zu der auch das Altai-Naturreservat zählt.

## Landschaft und Vegetation
Landschaftlich dominieren alpine Tundragebiete, Bergnadelwälder und Wiesen. Der wichtigste Fluss ist der Katun, nach dem das Reservat benannt ist. Das Schutzgebiet besitzt das größte Gletschersystem Sibiriens, das sich über 80 Quadratkilometer ausdehnt und aus 148 Einzelgletschern besteht.

## Tierwelt
Das Reservat ist Heimat des bedrohten Schneeleoparden und gehört zu dessen nördlichsten Vorkommensgebieten. Auch das seltene Argali oder Riesenwildschaf kommt hier vor. Weitere Großsäuger sind Sibirischer Steinbock, Altaimaral, Elch, Sibirisches Reh, Sibirisches Moschustier, Wolf, Braunbär, Vielfraß und Nordluchs. Zudem kommen Rotfüchse, Fischotter und Pfeifhasen vor. Unter den Vogelarten können Steinadler, Kaiseradler, Schwarzstorch, Jungfernkranich, Wanderfalke, Tannenhäher, Kleiber und Haselhuhn genannt werden. Insgesamt bevölkern etwa 120 Vogelarten das Reservat.

## Tourismus
Das Gebiet ist bisher kaum zugänglich, bietet aber große Perspektiven für zukünftigen Tourismus.